# 薫は少女
『薫は少女』（かおるはしょうじょ）は中島信子による日本の児童文学作品である。この作品で第2回北川千代賞佳作を受賞し、デビューすることになる。

## 作品解説
今日嫁ぐことになっている姉・幸子（さちこ）の視点から、若くして亡くなった妹・薫を回想する形で綴られた作品である。昭和20年代から昭和40年代にかけて、おてんばでありながらも誰にでも優しかった薫が元気に過ごしていた日々と、急病に冒されて亡くなるまでの日々が描かれている。
著者がこの作品を考え出した当時はベトナム戦争が日に日に激しさを増していたこともあり、単行本の後書きで「ベトナムの少年少女の死のかわりに薫の生と死を書いた」と語っている。また、北川千代賞の審査委員であった吉田としは「構成に多少の難」があると前置きした上で、「溌剌とした魅力のある主人公を造型し」たことで他の候補作を圧倒したこの作品に「少女小説の新しいタイプを見るように思い、すがすがしい感動をおぼえた。」と評した。
1970年（昭和45年）の『日本児童文学』7月号に抜粋が掲載され、同人誌『トナカイ村』秋季号に全編が掲載された。1976年（昭和51年）には加筆修正された上で岩崎書店から単行本が発刊され、さらに1980年（昭和55年）にはフォア文庫からも文庫版が発刊されたが、その後は絶版となっている。

## 関連作品
1982年9月には、テレビ朝日系「こども傑作シリーズ」で、この作品の設定をもとにして製作されたドラマが2週に渡って放映された。
- 「薫は少女・おてんば娘は正義漢編」（1982年9月7日放映）
- 「薫は少女・燃えつきた18年編」（1982年9月14日放映）

### 出演
- 幸子（青年期）：竹井みどり
- 薫（幼児期）：渡辺有紀子
- 薫（青年期）：林紀恵
- 着付師：木内みどり[2]